# Карло III Дебели
Карло III Дебели (832—13. јануар 888) био је цар Светог римског царства (879—887), краљ Немачке (882—887), краљ Француске (884—887), краљ Италије (879—887), краљ Алеманије и Ретије (876—887) и краљ Горње Бургундије (879—887). По први пут након Карла Великог ујединио је његово царство.
Током свог живота, Карло је постао владар разних царстава бившег царства Карла Великог. Одобрено му је лордство над Алеманијом 876. године, након поделе Источне Франачке, он је наследио италијански трон након абдикације његовог старијег брата Карломана Баварског који је био онеспособљен можданим ударом. Папа Јован VIII га је крунисао као цара 881. године, а његовом наслеђивањем територија његовог брата Лудвига Млађег (Саксоније и Баварије) следеће године су уједињена краљевства Источне Франкије. Након смрти његовог рођака Карломана  884. године, он је наследио целокупну Западну Франкију, чиме је уједињено целокупно Каролиншко царство.
Обично се сматра летаргичним и неспособним - познато је да је био хронично болестан и верује се да је патио од епилепсије — два пута је купио мир са викиншким пљачкашима, укључујући и злогласну Опсаду Париза (885—886), што је довело до његовог пада.

## Надимак и број
Надимак „Карло Дебели” (латински Carolus Crassus) не потиче из његовог времена. Први пут га је користио Саксонски аналиста (анонимни „саксонски аналиста”) у дванаестом веку. Не постоји савремена референца о Карловој физичкој величини, али се надимак усталио и представља уобичајено име у већини модерних европских језика (франсуски Charles le Gros, немачки Karl der Dicke, италијански Carlo il Grosso).
Број у његовом имену потиче из његовог доба. Регино, Карлов савременик који је забележио његову смрт, назива га „Царем Карлом, трећим тог имена и достојанства” (латински Carolus imperator, tertius huius nominis et dignitatis).

## Краљ Италије и цар Светог римског царства
Био је син Лудвига I Немачког, па је наследио Алеманију и Ретију 876. године. Карломан Баварски после инфаркта је постао неспособан да влада Италијом, па је абдицирао у корист свога брата Карла III Дебелог. Карло Дебели је тада постао и краљ Италије и цар Светог римског царства.

### Наследствима уједињује цело царство Карла Великог
Наслеђује свога брата Лудвига Млађег 882. и тиме постаје краљ целе Немачке. После смрти Карломана Француског 12. децембра 884, Карло Дебели постаје и краљ Француске, па је накратко објединио цело Каролиншко царство изузев Бургундије.

## Неспособан владар
У целом царству су порасле наде у општи препород западне Европе, али Карло Дебели се није показао достојан тога задатка. Био је неспособан, а осим тога често је боловао. Верује се да је боловао од епилепсије. Предузео је неколико неуспешних експедиција против Сарацена у Италији.
Викинзи су опседали Париз током 885. и 886. године. Карло Дебели, који је био владар Француске, Немачке и Италије допустио је да Викинзи толико дуго опседају један тако важан град. Када је коначно дошао Карло Дебели са великом војском распршио је Викинге. Уместо да их докрајчи великом војском он им даје новац да се повуку, што је изазвало огорчење и побуне.

## Побуне и подела
Побуну у Немачкој је предводио Арнулф Карантински, незаконити син Карломана Баварског. Арнулф Карантински заузима Немачку у новембру 887. године. Карло Дебели није ништа учинио да то спречи. Одлази у манастир где умире након два месеца 13. јануара 888. године. Царство се поново распада. У Француској га наслеђује гроф Одо Париски, у Италији Беренгар Фурлански, Рудолф I од Бургундије преузима Бургундију и Луј Слепи преузима Провансу.

## Породично стабло
|  |                          |  |  |  |  |  |  |  |  |  |  |  |  |  |  |  |
|  | 4. Луј I Побожни         |  |  |  |  |  |  |  |  |  |  |  |  |  |  |  |
|  |                          |  |  |  |  |  |  |  |  |  |  |  |  |  |  |  |
|  |                          |  |  |  |  |  |  |  |  |  |  |  |  |  |  |  |
|  | 2. Лудвиг I Немачки      |  |  |  |  |  |  |  |  |  |  |  |  |  |  |  |
|  |                          |  |  |  |  |  |  |  |  |  |  |  |  |  |  |  |
|  |                          |  |  |  |  |  |  |  |  |  |  |  |  |  |  |  |
|  | 5. Ерменгарда од Хесбаја |  |  |  |  |  |  |  |  |  |  |  |  |  |  |  |
|  |                          |  |  |  |  |  |  |  |  |  |  |  |  |  |  |  |
|  |                          |  |  |  |  |  |  |  |  |  |  |  |  |  |  |  |
|  | 1. Карло III Дебели      |  |  |  |  |  |  |  |  |  |  |  |  |  |  |  |
|  |                          |  |  |  |  |  |  |  |  |  |  |  |  |  |  |  |
|  |                          |  |  |  |  |  |  |  |  |  |  |  |  |  |  |  |
|  | 6. Welf                  |  |  |  |  |  |  |  |  |  |  |  |  |  |  |  |
|  |                          |  |  |  |  |  |  |  |  |  |  |  |  |  |  |  |
|  |                          |  |  |  |  |  |  |  |  |  |  |  |  |  |  |  |
|  | 3. Hemma                 |  |  |  |  |  |  |  |  |  |  |  |  |  |  |  |
|  |                          |  |  |  |  |  |  |  |  |  |  |  |  |  |  |  |
|  |                          |  |  |  |  |  |  |  |  |  |  |  |  |  |  |  |
|  | 7. Хедвига од Саксоније  |  |  |  |  |  |  |  |  |  |  |  |  |  |  |  |
|  |                          |  |  |  |  |  |  |  |  |  |  |  |  |  |  |  |
|  |                          |  |  |  |  |  |  |  |  |  |  |  |  |  |  |  |